# Anton Korobov
Anton Sergueievich Korobov (ucraniano: Антон Коробов; nacido el 25 de junio de 1985) es un gran maestro internacional de ajedrez ucraniano. La FIDE le concedió el título de Gran Maestro en 2003.
Kórobov ganó el campeonato nacional de ajedrez de Ucrania en 2002, 2012, 2018 y 2020; y quedó segundo, detrás de Andréi Volokitin en el 2004.
Korobov jugó en el Campeonato de Europa de ajedrez por Equipos 2021 en el que el equipo ucraniano terminó en primer puesto. Con 2684 de Elo, Korobov era el jugador ucraniano de mayor puntaje. Esta fue la primera vez que Ucrania gana el oro en el Campeonato de Europa por Equipos.

## Educación
Korobov se graduó en la Universidad de Járkov.